# Валь-Куэнон
Валь-Куэнон (фр. Val-Couesnon) — новая коммуна на северо-западе Франции, находится в регионе Бретань, департамент Иль и Вилен, округ Фужер-Витре, центр кантона Валь-Куэнон. Расположена в 27 км к северо-востоку от Фужера, в 22 км от автомагистрали А84, в долине реки Куэнон.
Население (2018) — 4 158 человек. 

## История
Коммуна Валь-Куэнон образована 1 января 2019 года путем слияния четырех коммун:
- Антрен
- Ла-Фонтенель
- Сент-Уан-ла-Руэри
- Трамбле

Центром новой коммуны является Антрен. От него к новой коммуне перешли почтовый индекс и код INSEE. На картах в качестве координат Валь-Куэнона указываются координаты Антрена.

## Достопримечательности
- Шато де Бонфонтен XVI века в стиле бретонского ренессанса в Антрене
- Церковь Святого Андрея XII века с башней XVII века в Антрене
- Мосты через реку Куэнон XVIII века в Антрене
- Особняки XVI-XVIII веков в Антрене
- Церковь Святого Мартина XI-XIX веков в Трамбле
- Шато ла Руэри XVII-XIX веков в Сент-Уан-ла-Руэри
- Церковь Святого Уана конца XIX века в стиле неоготика в Сент-Уан-ла-Руэри

## Экономика
Структура занятости населения:
- сельское хозяйство — 11,9 %
- промышленность — 24,0 %
- строительство — 6,3 %
- торговля, транспорт и сфера услуг — 14,2 %
- государственные и муниципальные службы — 43,6 %

Уровень безработицы (2018) — 11,0 % (Франция в целом —  13,4 %, департамент Иль и Вилен — 10,4 %). 

Среднегодовой доход на 1 человека, евро (2018) — 19 780 (Франция в целом — 21 730, департамент Иль и Вилен — 22 230).

## Администрация
Пост мэра Валь-Куэнона с 2020 года занимает Эмманюэль Удю (Emmanuel Houdus). На муниципальных выборах 2020 года возглавляемый им центристский список победил в 1-м туре, получив 59,45 % голосов.
| Период | Период | Фамилия       | Партия           | Примечания                                      |
| ------ | ------ | ------------- | ---------------- | ----------------------------------------------- |
| 2019   | 2020   | Филипп Жермен | Разные правые    | корпоративный менеджер, бывший мэр Ла-Фонтенель |
| 2020   |        | Эмманюль Удю  | Разные центристы | учитель                                         |

## Галерея

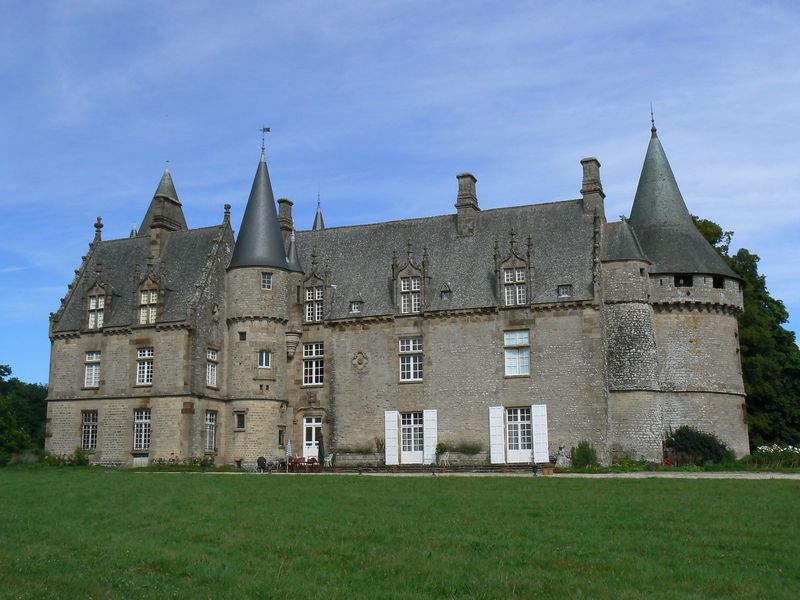
Шато де Бонфонтен
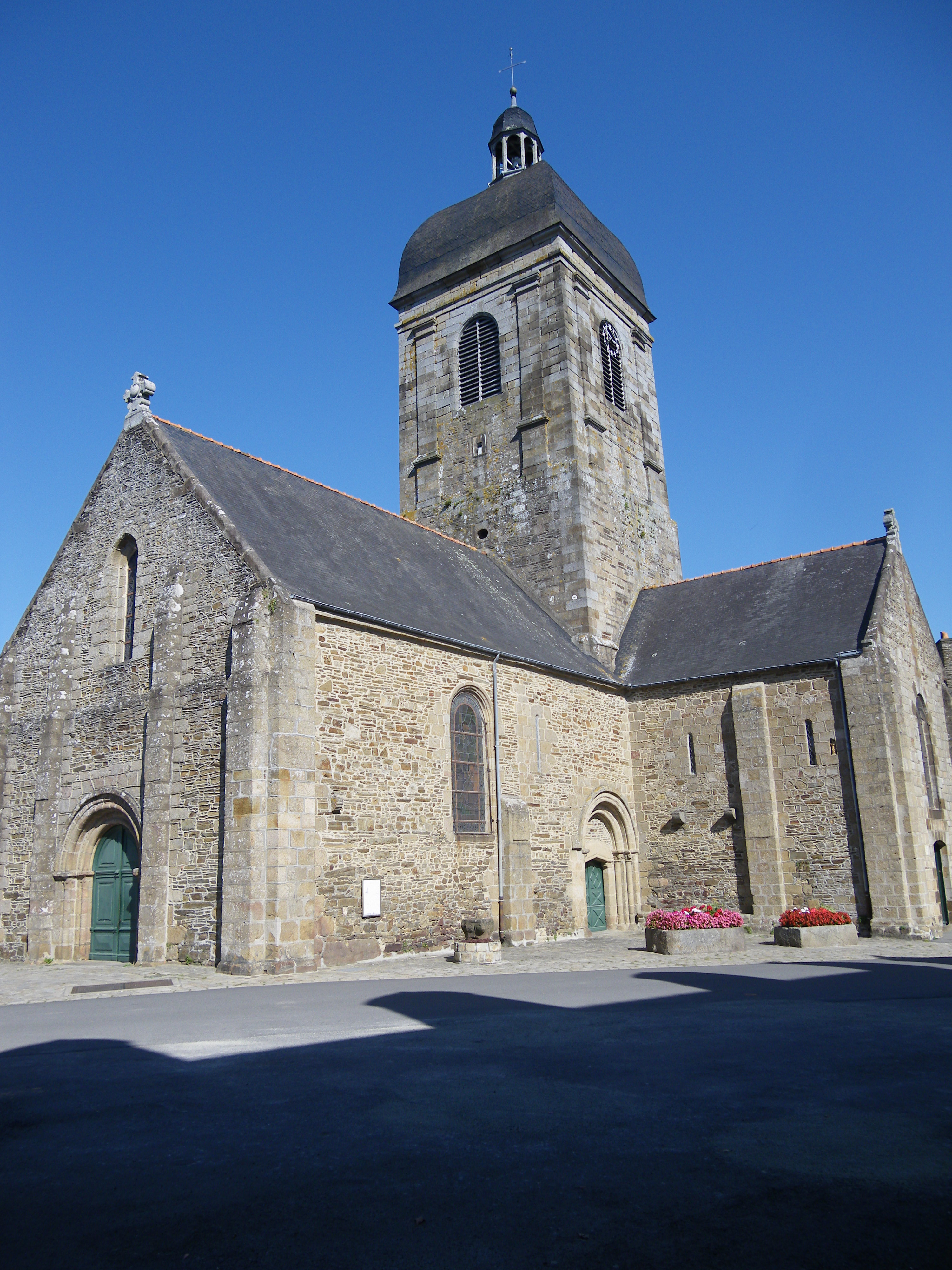
Церковь Святого Андрея
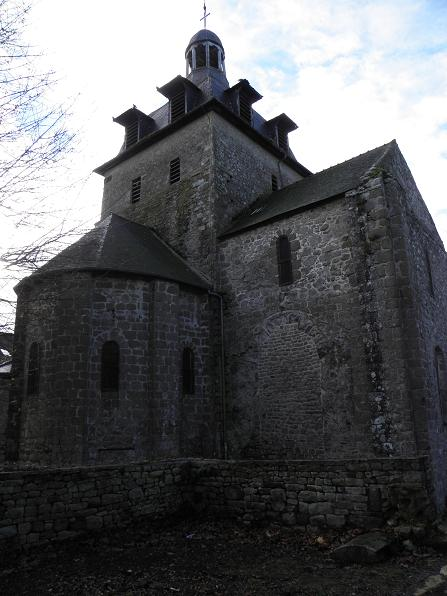
Церковь Святого Мартина
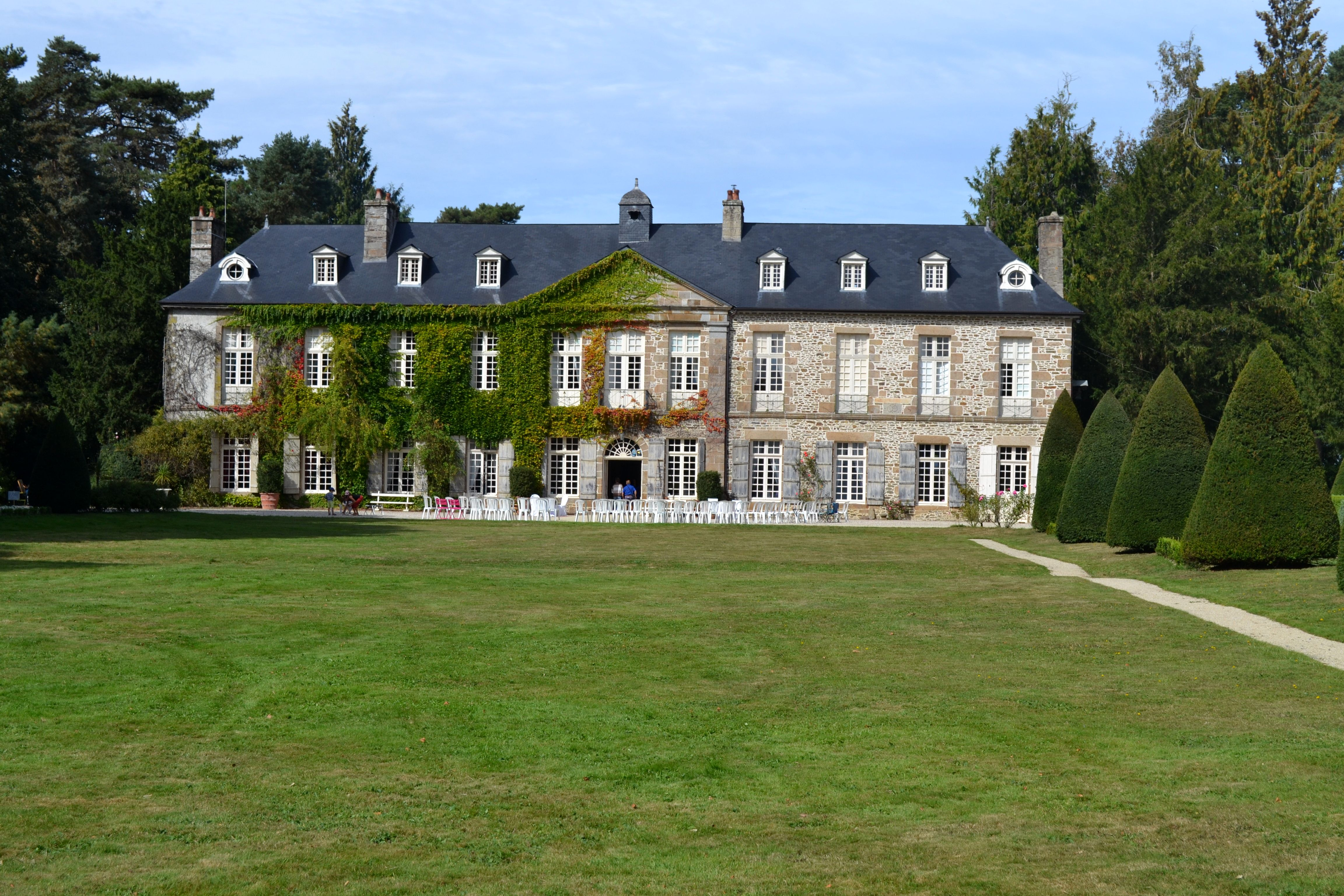
Шато ла Руэри
Церковь Святого Уана
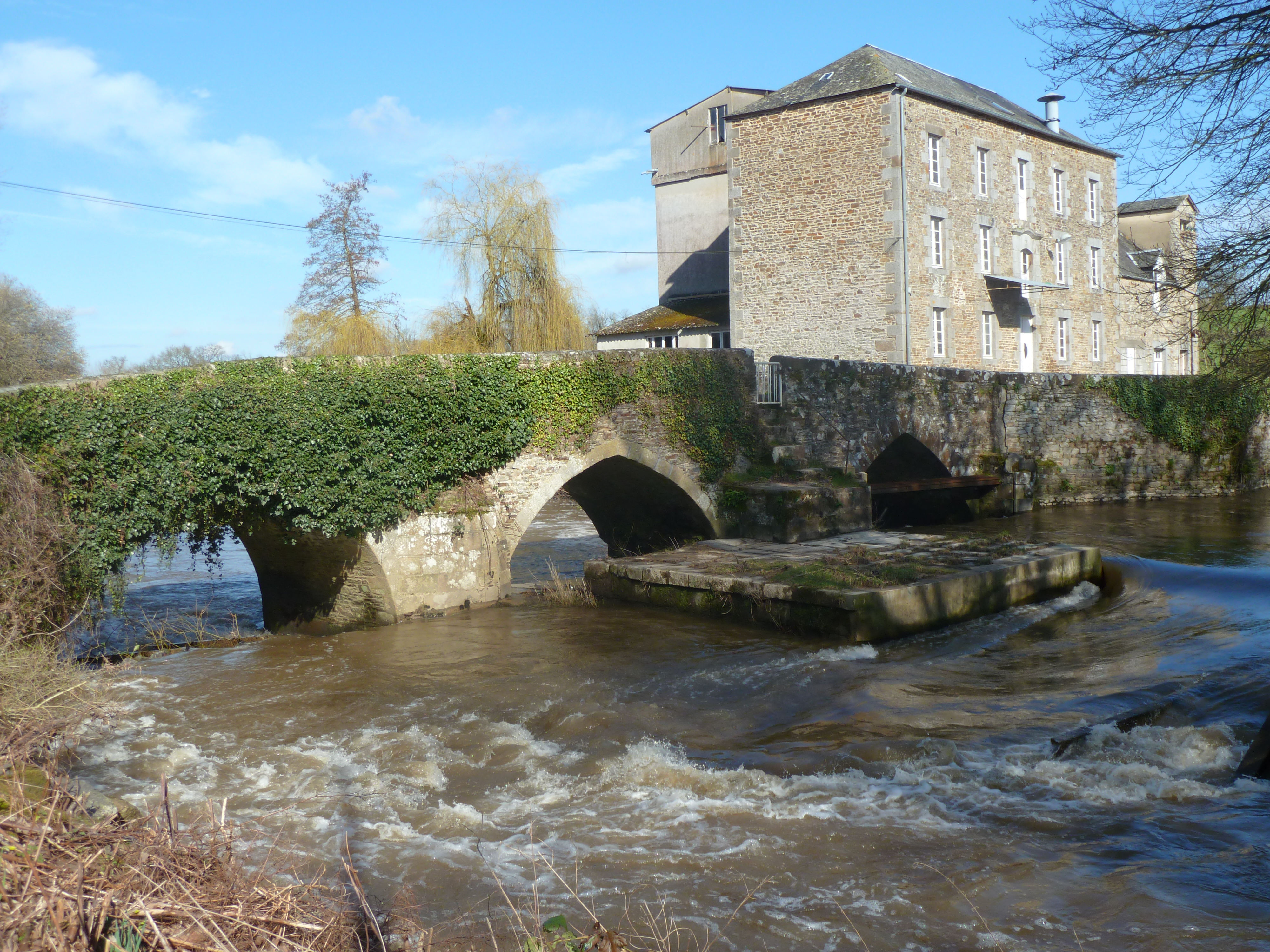
Мост через реку Куэнон
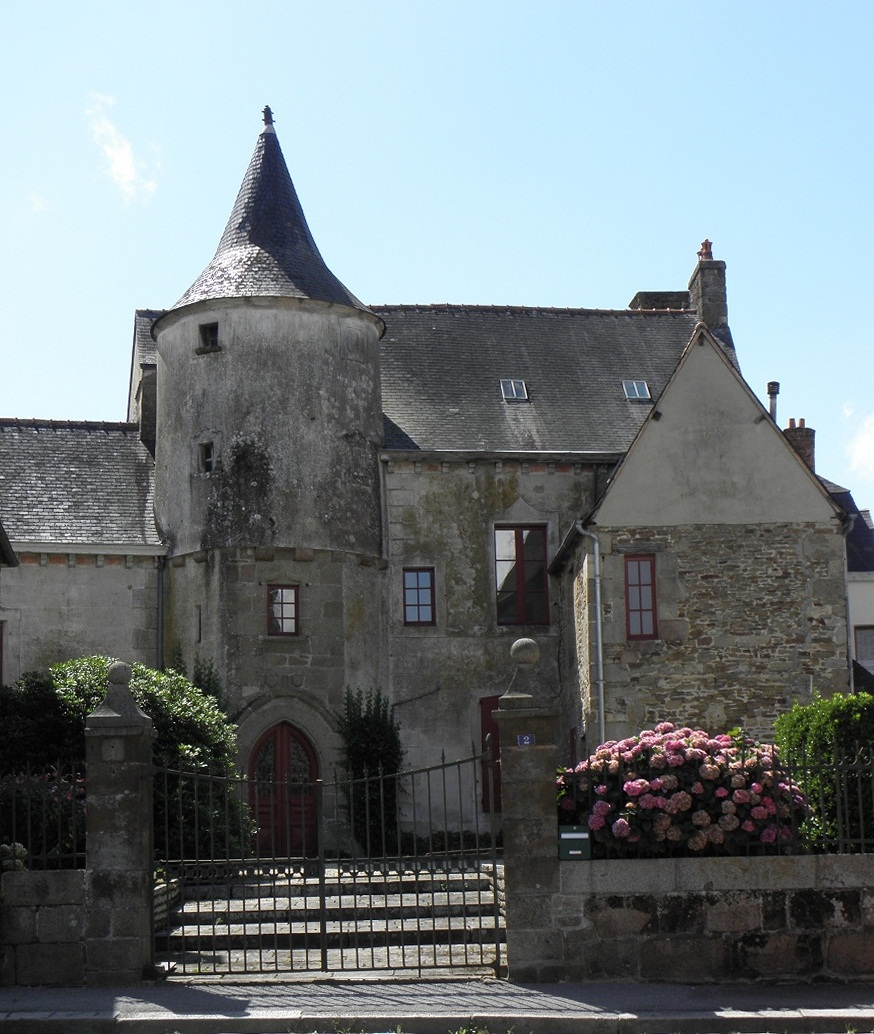
Старинный особняк в Антрене